# Rade (Neu Wulmstorf)
Pour les articles homonymes, voir Rade (homonymie).
Rade est un quartier de la commune allemande de Neu Wulmstorf, dans l'arrondissement de Harbourg, Land de Basse-Saxe.

## Géographie
Rade comprend les villages d'Ohlenbüttel et de Mienenbüttel.
Rade se trouve sur la Bundesstraße 3.

## Histoire
La ciste de Rade est découverte en 1949 et étudiée et restaurée en 2014. Elle est des dernières années du néolithique.
Pendant l'occupation napoléonienne, Rahde a 81 habitants et est un quartier de la mairie de Tostedt, appartenant au département des Bouches-de-l'Elbe.
Rade participe à la fondation de la commune unitaire de Neu Wulmstorf le 1er juillet 1972 en tant que quartier de Neu Wulmstorf.

## Démographie
| Année              | 1812 | 1925 | 1933 | 1939 | 2016 |
| ------------------ | ---- | ---- | ---- | ---- | ---- |
| Nombre d'habitants | 81   | 225  | 246  | 245  | 763  |